# Silvio Petrucci
Silvio Petrucci (San Nicandro Garganico, 13 luglio 1894 – Roma, 17 febbraio 1971) è stato un giornalista e scrittore italiano.

## Biografia
Silvio Petrucci nacque a San Nicandro Garganico, in provincia di Foggia, il 13 luglio 1894. Studiò a Roma, dove si laureò in giurisprudenza. Inizialmente dedicatosi alla professione di avvocato, nel 1924 intraprese la carriera giornalistica. Fino al 1939 lavorò presso la redazione romana de Il Popolo d'Italia, organo di stampa del Partito Nazionale Fascista, collaborando però anche ad altre testate del regime. In seguito fu nominato redattore capo de Il Messaggero. Continuò a lavorare per tale giornale anche durante le vicende della seconda guerra mondiale e poi fino al 25 luglio 1948.
Insieme al fratello Alfredo, Silvio Petrucci fu un importante promotore del consenso al regime fascista nell'area della Capitanata. Negli anni trenta la sua villa di San Menaio rappresentò sede di feste e comitive giovanili, nonché luogo di riunione per artisti e politici provenienti dal resto d'Italia. Nel settembre del 1934, Petrucci seguì come inviato speciale de Il Popolo d'Italia la visita di Benito Mussolini in Puglia. L'anno seguente, proprio in seguito a tale evento, diede alle stampe il libro celebrativo "In Puglia con Mussolini". Oltre a ripercorrere la cronaca di quei giorni, il suo libro segnalava anche le realizzazioni del regime nella Capitanata.
Morì a Roma il 17 febbraio 1971, all'età di 76 anni. Nel 1973 fu pubblicata l'opera postuma "Sannicandro, alba novecento", incentrata sulla sua città natale.

## Opere
- In Puglia con Mussolini : cronache e note di un invitato speciale con il testo integrale dei discorsi editi e inediti pronunciati dal duce nelle giornate pugliesi del settembre XII, Roma, Novissima, 1935.
- Sannicandro, alba novecento, Roma, Tip. Olimpica, 1973.
- Mussolini a Lecce, Lecce, Informazioni Sud, 2001.